# Somatolophia sinaloa
Somatolophia sinaloa är en fjärilsart som beskrevs av Frederick H. Rindge 1980. Somatolophia sinaloa ingår i släktet Somatolophia och familjen mätare. Inga underarter finns listade i Catalogue of Life.